# De Havilland DH.88
Il de Havilland DH.88 Comet fu un bimotore britannico realizzato dalla de Havilland negli anni trenta e vincitore della gara aerea MacRobertson Inghilterra-Australia tenutasi nel 1934. Durante la competizione l'aereo infranse diversi record aeronautici e fu successivamente utilizzato in un servizio pionieristico di posta aerea.

## Storia

### Sviluppo
Nonostante i precedenti successi degli aerei britannici da gara, tra i quali la vittoria nella Coppa Schneider nel 1931, non esisteva nessun velivolo inglese in grado di vincere la gara aerea internazionale MacRobertson. Dato questo scenario, la de Havilland si offrì di produrre un mezzo in serie limitata e dalle alte prestazioni in grado di raggiungere i 322 km/h (200 mph) se fossero giunte almeno tre ordinazioni entro il febbraio del 1934. Il prezzo di vendita fu stabilito in 5.000 sterline ma non fu sufficiente a coprire i costi di sviluppo, pertanto nel 1935 la de Havilland offrì alla RAF un bombardiere ad alta velocità basato sul DH.88, ma l'offerta venne rifiutata.
Comunque sia, ricevuti i tre ordini, si iniziò la costruzione del mezzo. Il telaio del velivolo fu realizzato in legno e ricoperto con compensato, mentre le ali furono rivestite con della tela. Nel lungo naso furono alloggiati i serbatoi del carburante mentre l'equipaggio era alloggiato in una cabina più arretrata e che rimaneva in linea con la coda. I due motori furono i de Havilland Gipsy Six, già utilizzati su aerei di linea come i de Havilland DH.86 Express e de Havilland DH.89 Dragon Rapide e modificati in maniera tale da avere un elevato rapporto di compressione. Le due eliche erano a passo variabile, da impostare prima del decollo e leggermente modificabili automaticamente durante il volo grazie ad un sensore di pressione. Questo aereo aveva anche un'altra novità: aveva il primo carrello a rientrare negli scompartimenti siti sotto i motori, grazie ad una manovella vicino al quadro comandi.
La de Havilland riuscì a completare in tempo gli aerei e i voli di prova iniziarono sei settimane prima dell'inizio della gara. Il giorno di inizio della competizione i tre aerei furono schierati assieme agli altri diciassette partecipanti, tra i quali due nuovi Douglas DC-2 e due bombardieri Fairey Fox convertiti per la competizione.

### La gara aerea MacRobertson

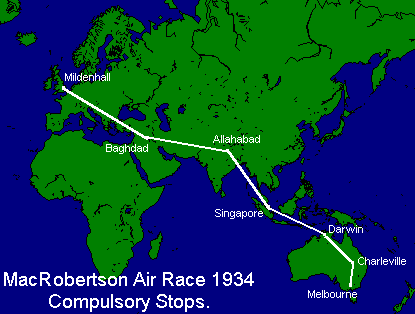
Il percorso della gara.

#### DH.88 CometG-ACSP Black Magic
Decollò il 20 ottobre alle 6:30 del mattino con a bordo Jim e Amy Mollison. Compì un volo senza problemi fino a Baghdad e da qui raggiunse Karachi circa alle 10:00 del mattino del secondo giorno di gara, stabilendo il nuovo record di tempo sulla rotta Inghilterra-India. I problemi per i due coniugi iniziarono quando il carrello di atterraggio si rifiutò di rientrare, pertanto dovettero ritornare a Karachi per le dovute riparazioni, qui persero altro tempo per l'impossibilità di volare di notte. Altro tempo fu poi perso quando fu loro comunicato di fermarsi a Jobbolpore per un rifornimento di carburante non previsto, ma qui i due non trovarono nessuno. Fecero comunque rifornimento utilizzando il comune carburante utilizzato dai bus del luogo, ma questo comportò la rottura di un pistone, pertanto volarono fino ad Allahabad e si ritirarono dalla competizione.

#### DH.88 CometG-ACSS Grosvenor House
Il G-ACSS apparteneva al signor A.O.Edwards, che lo ribattezzò come l'albergo di sua gestione. L'equipaggio fu composto da Charles W.Scott e da Tom Campbell Black. Dopo i problemi dei coniugi Mollison, Scott e Black assunsero il comando e furono i primi ad arrivare a Allahabad. Incapparono in una violenta tempesta sul Golfo del Bengala ma riuscirono a raggiungere senza problemi Singapore 8 ore prima di un DC-2. Da qui proseguirono verso Darwin ma sopra il mar di Timor ebbero problemi con la pressione dell'olio motore che scese a zero, perdendo di conseguenza potenza. Ritornati a Darwin, ripararono il mezzo e ripresero la gara, continuando a volare con le spie della pressione dell'olio motore accese. Comunque proseguirono il volo in maniera impeccabile e dopo la tappa obbligata a Charleville, ove ripararono nuovamente il motore, giunsero al traguardo nell'ippodromo di Flemington a Melbourne alle 3:33 del pomeriggio (ora locale) del 23 ottobre. La durata ufficiale del volo fu di 71 ore e 18 secondi.

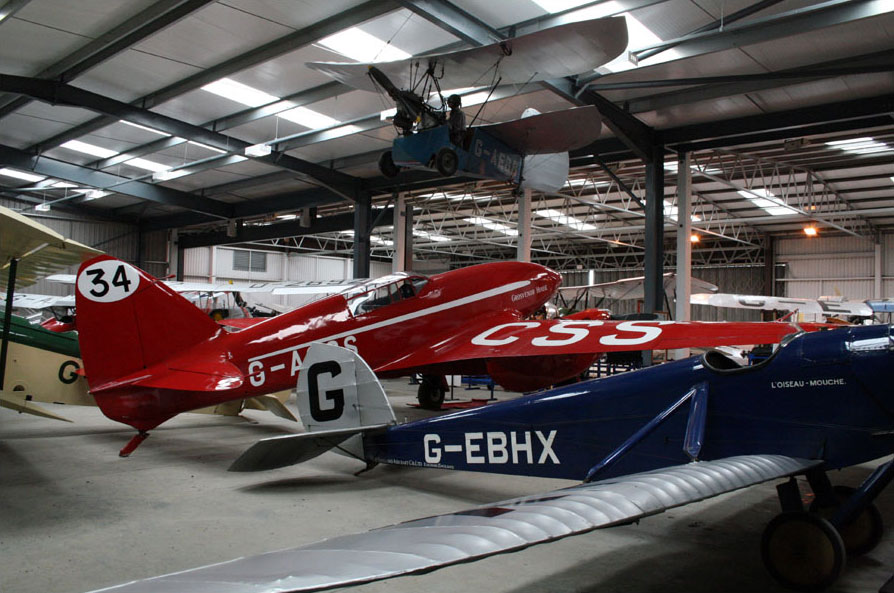
Il 'Grosvenor House' appartenente alla collezione Shuttleworth.

#### DH.88 CometG-ACSR
Il terzo DH.88 partecipante alla gara venne finanziato da Bernard Rubin e fu pilotato da Owen Cathcart Jones e Ken Waller. Durante la competizione dovettero eseguire una seconda sosta imprevista a Baghdad, dopo aver riscontrato una grave perdita di olio. Persero molto tempo per le dovute riparazioni e raggiunsero Karachi assieme ai Mollison; al traguardo arrivarono quarti con un volo della durata di 108 ore e 14 minuti circa.
Durante la competizione, Cathcart Jones e Waller effettuarono dei filmati della gara stessa e successivamente li riportarono in Gran Bretagna.

### Il dopo-gara
Il DH.88 Comet G-ACSR, rinominato Reine Astrid, trasportò la posta natalizia tra Bruxelles e Kinshasa nel 1934. Successivamente fu venduto al governo francese e rinominato F-ANPY; fu impiegato sulla rotta Croydon-Le Bourget percorrendola in 52 minuti e stabilendo, di fatto, un nuovo record. In seguito fu utilizzato nel voli ad alta velocità tra Parigi-Casablanca e Parigi-Algeri.

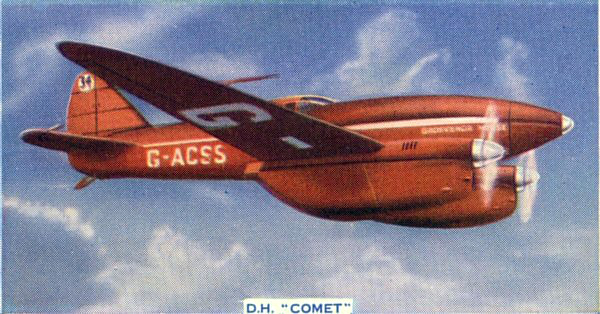
Il Grosvenor House in volo.

Il G-ACSP Black Magic fu venduto al Portogallo per essere utilizzato in un eventuale volo tra Lisbona e Rio de Janeiro. Registrato come CS-AAJ Salazar, fu utilizzato diverse volte sulla rotta Lisbona-Londra che percorse in 5 ore e 17 minuti nel luglio del 1937.
Il Grosvenor House fu equipaggiato con motori appartenenti alla seconda serie dei Gypsy Six e partecipò a varie competizioni, stabilendo diversi record, sotto vari nomi diversi. Si piazzò al quarto posto nella gara Istres-Damasco-Parigi e nello stesso anno stabilì un nuovo record di velocità sulla rotta di andata e ritorno da Città del Capo, percorrendola in 15 giorni e 17 ore. Nel marzo 1938 compì un volo di ritorno dalla Nuova Zelanda, percorrendo 42.567 km in 10 giorni, 21 ore e 22 minuti.

### Altri due Comet
Un quarto Comet, registrato come F-ANPZ, fu realizzato per conto del governo francese; fu modificato inserendo uno scompartimento per la posta nel muso.
Il quinto e ultimo Comet, nominato G-ADEF Boomerang, fu costruito per conto di Cyril Nicholson e pilotato da Tom Campbell Black (che volò già sul Grosvenor House) e da J.C. McArthur nel tentativo di un nuovo record sulla rotta Londra-Città del Capo. Raggiunsero Il Cairo con un volo record di 11 ore e 18 minuti, ma l'impresa venne abbandonata a causa di problemi all'olio.

## Aerei sopravvissuti

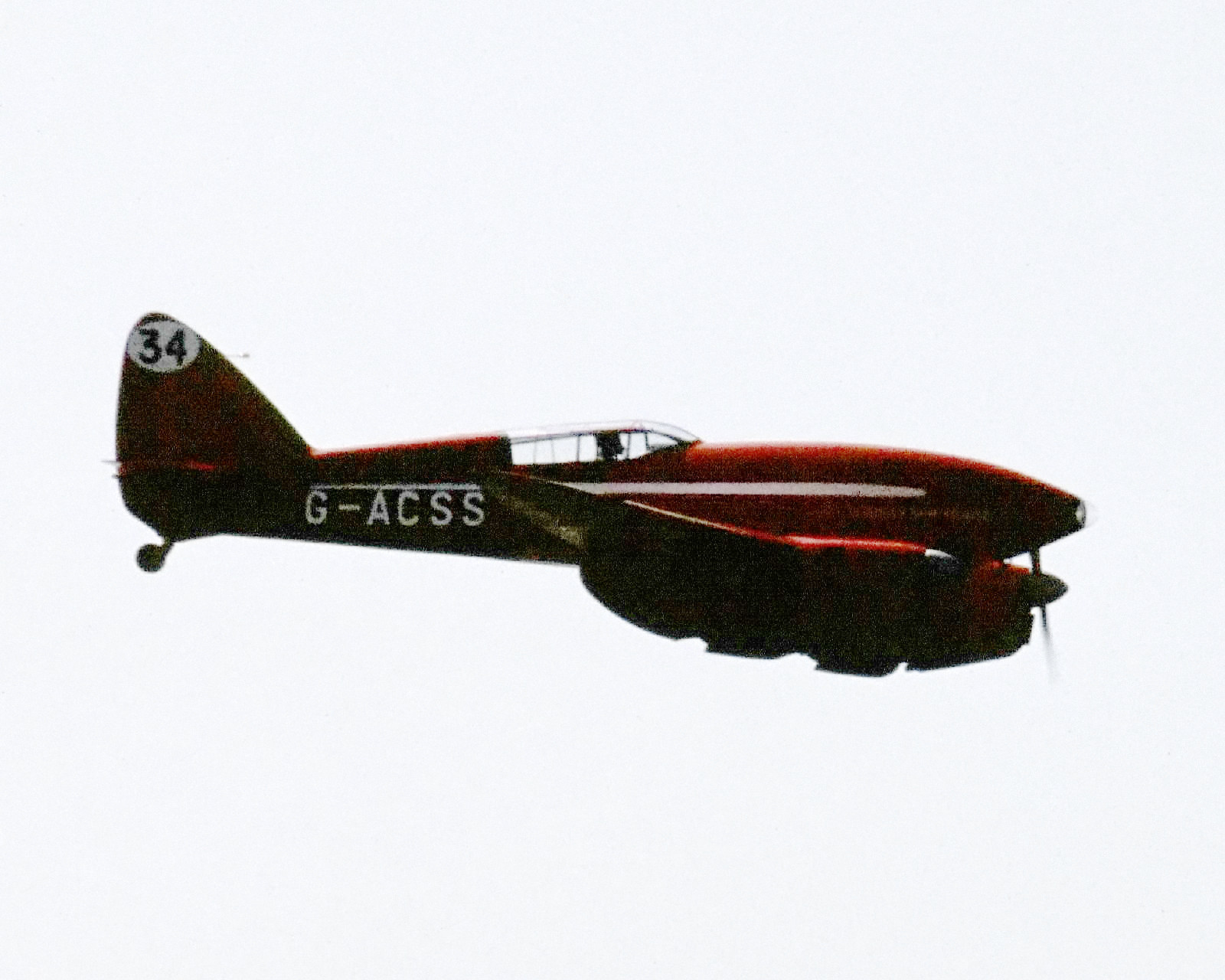
Il Grosvenor House in volo negli anni ottanta.

Il Grosvenor House è stato restaurato e riportato alle condizioni di volo che possedette durante la gara aerea MacRobertson ed è oggi conservato nella collezione Shuttleworth, Inghilterra.
Il Black Magic è stato ritrovato nel 1979 in pessime condizioni nel Portogallo ed è stato posto in restauro a Derby.
Gli altri due velivoli sono andati perduti: il G-ADEF precipitò il 22 settembre del 1935 nel Sudan, mentre i G-ACSR e F-ANPZ sono stati distrutti durante un incendio a Istres, Francia, nel 1940.

## Repliche volanti
Una replica volate ed esatta del DH.88 Comet fu realizzata nel 1933 da Thomas W.Wathen di Santa Barbara, California. Siglato N88XD vola con i colori e la registrazione integrale del G-ACSS 'Grosvenor House'. Un altro esemplare è realizzato dalla Croydon Aircraft Company, Nuova Zelanda.

## Utilizzatori
Regno Unito
- Royal Air Force

### Periodici
- (EN) The de Havilland Comet, in Flight, Sutton, Surrey (UK), Reed Business Information Ltd, 13 settembre 1934,  pp. p.938-9. URL consultato il 16 settembre 2012.
- (EN) The de Havilland Comet, in Flight, Sutton, Surrey (UK), Reed Business Information Ltd, 20 settembre 1934,  pp. p.968-70. URL consultato il 16 settembre 2012.